# Seigneulles
Seigneulles est une commune française située dans le département de la Meuse, en région Grand Est.

## Géographie

### Situation
Seigneulles est situé à 10 km au nord-est de Bar-le-Duc. Elle fait partie de la Communauté de communes De l'Aire à l'Argonne.

#### Communes limitrophes
| Les Hauts-de-Chée | Raival          | Raival          |
| Les Hauts-de-Chée | Seigneulles     | Raival          |
| Naives-Rosières   | Érize-la-Brûlée | Érize-la-Brûlée |

### Hydrographie
La commune est traversée par la ligne de partage des eaux entre les régions hydrographiques « la Seine de sa source au confluent de l'Oise (exclu) » et « la Seine du confluent de l'Oise (inclus) à l'embouchure » au sein du bassin Seine-Normandie. Elle est drainée par la Chee, la Petite Chée, le Fond de la Brévière, le Fossé 01 de la Côté Eprée, le Fossé 01 de Glaionval, le Fond de Bonnet et le Fossé 01 de Niaulieu,.
La Chée, d'une longueur de 69 km, prend sa source dans la commune  et se jette  dans la Saulx à Vitry-en-Perthois, après avoir traversé 21 communes. 

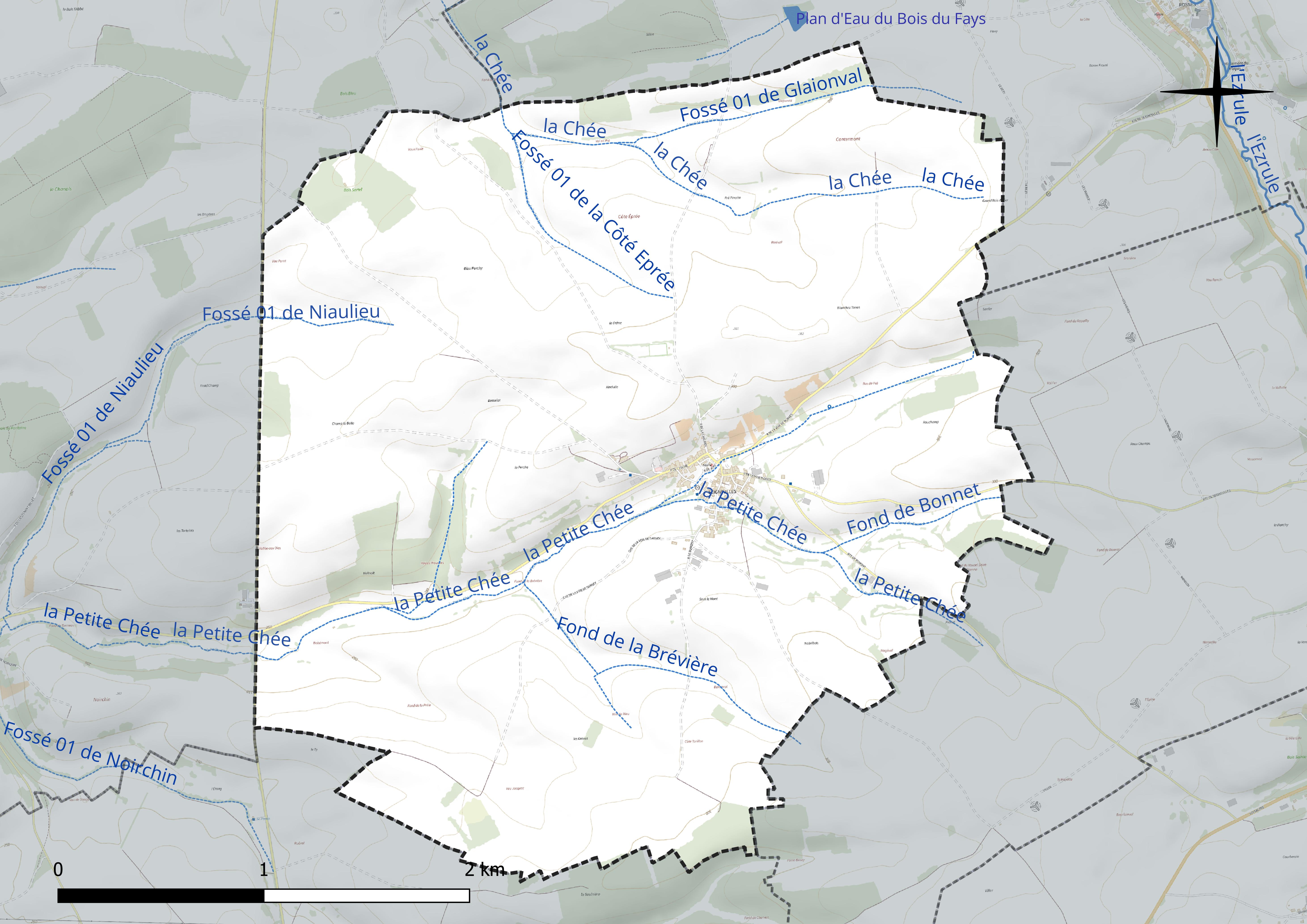
Réseau hydrographique de Seigneulles.

### Climat
Pour des articles plus généraux, voir Climat du Grand Est et Climat de la Meuse.
En 2010, le climat de la commune est de type climat de montagne, selon une étude du Centre national de la recherche scientifique s'appuyant sur une série de données couvrant la période 1971-2000. En 2020, Météo-France publie une typologie des climats de la France métropolitaine dans laquelle la commune est exposée à un climat océanique altéré et est dans la région climatique  Lorraine, plateau de Langres, Morvan, caractérisée par un hiver rude (1,5 °C), des vents modérés et des brouillards fréquents en automne et hiver. 
Pour la période 1971-2000, la température annuelle moyenne est de 9,6 °C, avec une amplitude thermique annuelle de 16,1 °C. Le cumul annuel moyen de précipitations est de 1 045 mm, avec 14 jours de précipitations en janvier et 9,8 jours en juillet. Pour la période 1991-2020, la température moyenne annuelle observée sur la station météorologique de Météo-France la plus proche, « Conde_sapc », sur la commune des Hauts-de-Chée à 5 km à vol d'oiseau, est de 11,3 °C et le cumul annuel moyen de précipitations est de 888,5 mm. 
La température maximale relevée sur cette station est de 39,6 °C, atteinte le 25 juillet 2019 ; la température minimale est de −15,2 °C, atteinte le 20 décembre 2009,,. 
Les paramètres climatiques de la commune ont été estimés pour le milieu du siècle (2041-2070) selon différents scénarios d'émission de gaz à effet de serre à partir des nouvelles projections climatiques de référence DRIAS-2020. Ils sont consultables sur un site dédié publié par Météo-France en novembre 2022.

## Urbanisme

### Typologie
Au 1er janvier 2024, Seigneulles est catégorisée commune rurale à habitat dispersé, selon la nouvelle grille communale de densité à sept niveaux définie par l'Insee en 2022.
Elle est située hors unité urbaine. Par ailleurs la commune fait partie de l'aire d'attraction de Bar-le-Duc, dont elle est une commune de la couronne,. Cette aire, qui regroupe 86 communes, est catégorisée dans les aires de 50 000 à moins de 200 000 habitants,.

### Occupation des sols
L'occupation des sols de la commune, telle qu'elle ressort de la base de données européenne d’occupation biophysique des sols Corine Land Cover (CLC), est marquée par l'importance des territoires agricoles (97,1 % en 2018), une proportion identique à celle de 1990 (97,1 %). La répartition détaillée en 2018 est la suivante : 
terres arables (73 %), prairies (19,9 %), zones agricoles hétérogènes (4,3 %), forêts (2,9 %). L'évolution de l’occupation des sols de la commune et de ses infrastructures peut être observée sur les différentes représentations cartographiques du territoire : la carte de Cassini (XVIIIe siècle), la carte d'état-major (1820-1866) et les cartes ou photos aériennes de l'IGN pour la période actuelle (1950 à aujourd'hui).

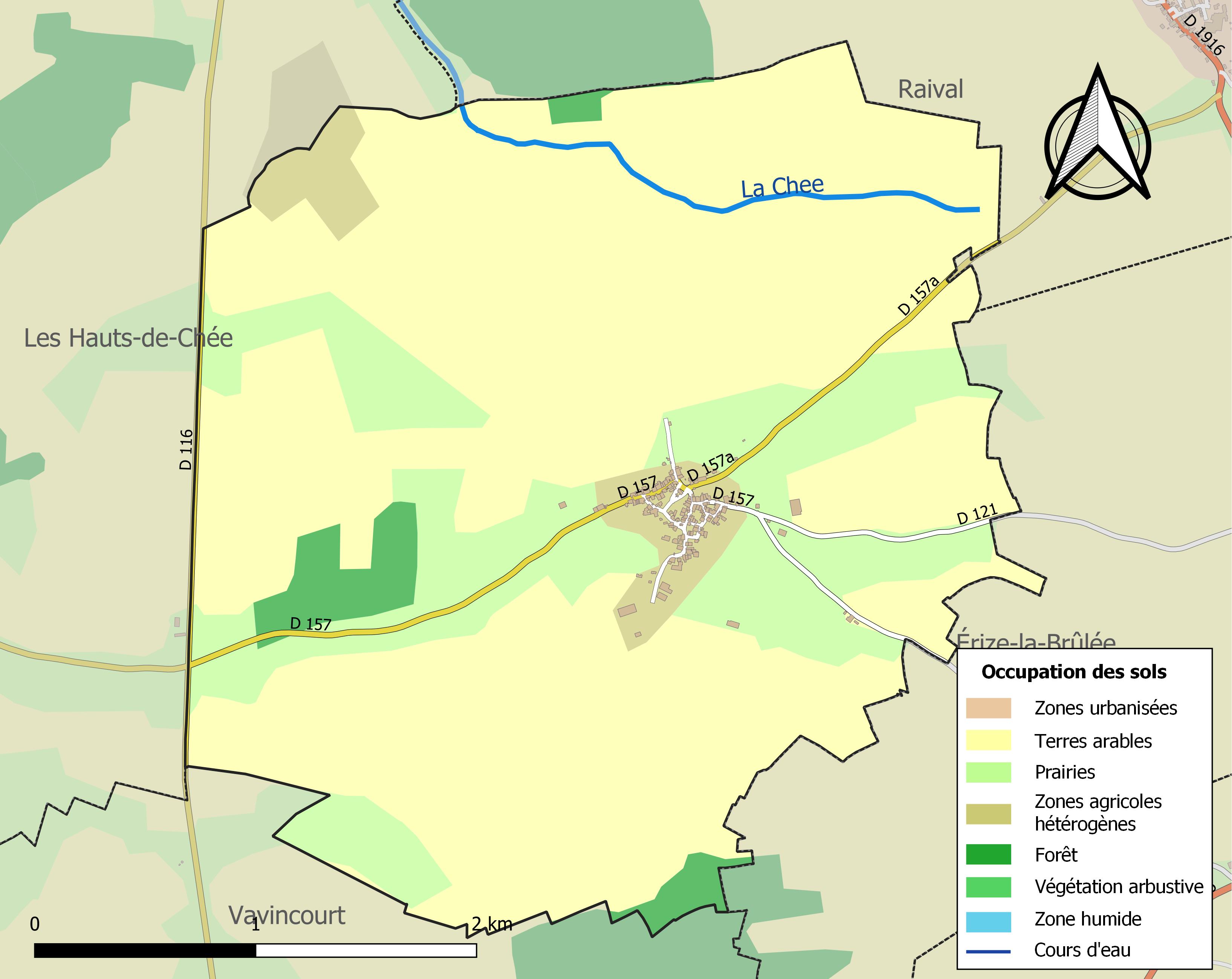
Carte des infrastructures et de l'occupation des sols de la commune en 2018 (CLC).

## Toponymie
Le nom de la localité est attesté sous les formes Cygnoles (1220) ; Cignuelles (1321) ; Signeulle (1340) ; Sygnuelles (1402) ; Seigneville (1656) ; Seniolæ (1711).

Pluriel de l'oil signeule, soignole « manivelle de puits , puits à manivelle ».

## Histoire
Église de la Nativité-de-la-Sainte-Vierge (XIIe siècle), la façade sud de l'église date du XVe, celle du nord du XVIIe siècle ; la flèche et la tour ainsi que la sacristie remontent au XVIIIe siècle tandis que le chœur est remanié en 1841.
La façade de la mairie date de 1850, un clocher surmonte le toit, il est muni d'une horloge donnant l'heure républicaine.
Il existe aussi un lavoir nommé la Gande Rogie datant de la fin du XIXe siècle ainsi que la fontaine Saint-Nicolas datant elle du milieu du XIXe siècle.

## Politique et administration
| Période                                  | Période                      | Identité                                                | Étiquette | Qualité |
| ---------------------------------------- | ---------------------------- | ------------------------------------------------------- | --------- | ------- |
| Les données manquantes sont à compléter. |                              |                                                         |           |         |
| 1936                                     | 1967                         | Ernest Chrétien                                         |           |         |
| 1967                                     | 1979                         | Serge Pierre                                            |           |         |
| 1979                                     | Mars 2001                    | André François                                          |           |         |
| mars 2001                                | avril 2006                   | Albert Maréchal                                         |           |         |
| avril 2006                               | En cours (au 3 juillet 2020) | Chantal Jeanson-Lambert Réélue pour le mandat 2020-2026 |           |         |

## Population et société

### Démographie
L'évolution du nombre d'habitants est connue à travers les recensements de la population effectués dans la commune depuis 1793. Pour les communes de moins de 10 000 habitants, une enquête de recensement portant sur toute la population est réalisée tous les cinq ans, les populations de référence des années intermédiaires étant quant à elles estimées par interpolation ou extrapolation. Pour la commune, le premier recensement exhaustif entrant dans le cadre du nouveau dispositif a été réalisé en 2004.

En 2022, la commune comptait 154 habitants, en évolution de −13,48 % par rapport à 2016 (Meuse : −4,4 %, France hors Mayotte : +2,11 %).
| 1793 | 1800 | 1806 | 1821 | 1831 | 1836 | 1841 | 1846 | 1851 |
| ---- | ---- | ---- | ---- | ---- | ---- | ---- | ---- | ---- |
| 596  | 610  | 601  | 575  | 587  | 569  | 581  | 580  | 543  |

| 1856 | 1861 | 1866 | 1872 | 1876 | 1881 | 1886 | 1891 | 1896 |
| ---- | ---- | ---- | ---- | ---- | ---- | ---- | ---- | ---- |
| 531  | 504  | 460  | 422  | 425  | 405  | 378  | 348  | 306  |

| 1901 | 1906 | 1911 | 1921 | 1926 | 1931 | 1936 | 1946 | 1954 |
| ---- | ---- | ---- | ---- | ---- | ---- | ---- | ---- | ---- |
| 304  | 321  | 295  | 245  | 221  | 221  | 219  | 229  | 217  |

| 1962 | 1968 | 1975 | 1982 | 1990 | 1999 | 2004 | 2006 | 2009 |
| ---- | ---- | ---- | ---- | ---- | ---- | ---- | ---- | ---- |
| 211  | 203  | 150  | 160  | 162  | 195  | 191  | 191  | 191  |

| 2014 | 2019 | 2022 | - | - | - | - | - | - |
| ---- | ---- | ---- | - | - | - | - | - | - |
| 180  | 163  | 154  | - | - | - | - | - | - |

## Culture locale et patrimoine

### Lieux et monuments
- Église de la Nativité-Notre-Dame de Seigneulles  Inscrit MH (1991)[23].

### Personnalités liées à la commune
- PIERRE Aimé Gaston, maire de Pondichéry (1893-1902), chevalier de la légion d'honneur et président du conseil général des établissements français de l'Inde, né à Seigneulles en 1857.

### Héraldique
| Blason de Seigneulles | Blason  | Parti : au 1er d'azur semé de croix recroisetées au pied fiché d'or, à deux bars adossés du même, au 2e d'or à la bande de gueules chargée de trois alérions d'argent et accompagnée en chef d'une croix de lorraine de gueules ; à l'écu mouvant de la pointe, de sinople au cygne d'argent sur une rivière d'azur, brochant sur le tout ; le tout sommé d'un chef d'azur chargé de trois fleurs de lis d'or. |
| Blason de Seigneulles | Détails | Le blason est décoré d'un cygne, oiseau royal, symbolise la présence et la domination du roi de France dans le duché de Bar. Les deux bars évoquent le Barrois, les alérions et la croix, la lorraine, et les fleurs de lys, la France. |